# Pawieł Rostowcew
Pawieł Aleksandrowicz Rostowcew (ros. Павел Александрович Ростовцев, ur. 21 września 1971 w Guś-Chrustalnym) – rosyjski biathlonista, wicemistrz olimpijski i wielokrotny medalista mistrzostw świata.

## Kariera
W zawodach Pucharu Świata zadebiutował 18 stycznia 1996 roku w Osrblie, gdzie zajął dziewiąte miejsce w biegu indywidualnym. Tym samym już w swoim debiucie zdobył pierwsze punkty. Na podium zawodów tego cyklu pierwszy raz stanął 30 listopada 1996 roku w Lillehammer, zajmując trzecie miejsce w sprincie. Wyprzedzili go jedynie Niemiec Sven Fischer i inny Rosjanin - Siergiej Tarasow. W kolejnych startach jeszcze 24 razy stawał na podium, odnosząc 7 zwycięstw: 16 grudnia 1998 roku w Osrblie i 13 grudnia 2001 roku w Pokljuce wygrywał biegi indywidualne, 3 lutego 2001 roku w Pokljuce i 9 stycznia 2002 roku w Oberhofie triumfował w sprintach, a 4 lutego 2001 roku w Pokljuce, 11 stycznia 2002 roku w Oberhofie, 10 marca 2002 roku w Östersund był najlepszy w biegach pościgowych.
Najlepsze wyniki osiągnął w sezonie 2001/2002, kiedy zajął drugie miejsce w klasyfikacji generalnej, za Francuzem Raphaëlem Poirée a przed Ole Einarem Bjørndalenem z Norwegii. W tym sezonie był też drugi w klasyfikacji biegu pościgowego i trzeci w klasyfikacji biegu indywidualnego. Ponadto w sezonie 1998/1999 zwyciężył w klasyfikacji biegu indywidualnego, a w sezonie 1999/2000 był drugi w biegu masowym.
Podczas mistrzostw świata w Kontiolahti/Oslo w 1999 roku razem z Wiktorem Majgurowem, Władimirem Draczowem i Siergiejem Rożkowem zdobył srebrny medal w sztafecie. Najwięcej medali zdobył na rozgrywanych rok później mistrzostwach świata w Oslo/Lahti, gdzie czterokrotnie stawał na podium. Najpierw był drugi w sprincie, plasując się za Norwegiem Frode Andresenem a przed Włochem René Cattarinussim. W biegu pościgowym utrzymał drugą pozycję, ulegając tylko Niemcowi Frankowi Luckowi. Następnie srebrny medal wywalczył w biegu masowym, w którym rozdzielił Bjørndalena i Poirée. Ponadto Rosjanie w składzie sprzed roku tym razem zwyciężyli w sztafecie.
Kolejne dwa medale zdobył podczas mistrzostw świata w Pokljuce w 2001 roku. W sprincie po bezbłędnym strzelaniu był najlepszy, wyprzedzając René Cattarinussiego i Halvarda Hanevolda z Norwegii. W biegu pościgowym mimo trzech niecelnych strzałów także zwyciężył, o 5,9 sekundy przed Raphaëlem Poirée i 46,6 sekundy przed Svenem Fischerem. W sztafecie Rosjanie zajęli czwarte miejsce, jednak na rozgrywanych dwa lata później mistrzostwach świata w Chanty-Mansyjsku zajęli w tej konkurencji drugie miejsce. Wynik ten sztafeta rosyjska powtórzyła podczas mistrzostw świata w Hochfilzen w 2005 roku.
Ostatni medal zdobył podczas igrzysk olimpijskich w Turynie w 2006 roku, gdzie razem z Siergiejem Czepikowem, Iwanem Czeriezowem i Nikołajem Krugłowem zajął drugie miejsce w sztafecie. Na tej samej imprezie był trzynasty w biegu indywidualnym. Brał też udział w igrzyskach olimpijskich w Salt Lake City cztery lata wcześniej, zajmując szóste miejsce w biegu indywidualnym i sprincie, piąte w biegu pościgowym i czwarte w sztafecie.

## Osiągnięcia

### Igrzyska olimpijskie
| Rok  | Miejscowość    | Konkurencje | Konkurencje | Konkurencje | Konkurencje | Konkurencje | Konkurencje | Konkurencje |
| Rok  | Miejscowość    | IN          | SP          | PU          | MS          | RL          | MR          | SR          |
| ---- | -------------- | ----------- | ----------- | ----------- | ----------- | ----------- | ----------- | ----------- |
| 2002 | Salt Lake City | 6.          | 6.          | 5.          | nd.         | 4.          | nd.         | –           |
| 2006 | Turyn          | 13.         | –           | –           | –           | 2.          | nd.         | –           |

### Mistrzostwa świata
| Rok  | Miejscowość      | Konkurencje | Konkurencje | Konkurencje | Konkurencje | Konkurencje | Konkurencje | Konkurencje |
| Rok  | Miejscowość      | IN          | SP          | PU          | MS          | RL          | MR          | SR          |
| ---- | ---------------- | ----------- | ----------- | ----------- | ----------- | ----------- | ----------- | ----------- |
| 1997 | Osrblie          | –           | 29.         | 16.         | nd.         | 8.          | nd.         | –           |
| 1999 | Kontiolahti/Oslo | –           | 51.         | 35.         | –           | 2.          | nd.         | –           |
| 2000 | Oslo/Lahti       | 14.         | 2.          | 2.          | 2.          | 1.          | nd.         | –           |
| 2001 | Pokljuka         | 8.          | 1.          | 1.          | 14.         | 4.          | nd.         | –           |
| 2002 | Oslo             | nd.         | nd.         | nd.         | 21.         | nd.         | nd.         | –           |
| 2003 | Chanty-Mansyjsk  | 14.         | 63.         | –           | 23.         | 2.          | nd.         | –           |
| 2004 | Oberhof          | 16.         | –           | –           | –           | –           | nd.         | –           |
| 2005 | Hochfilzen       | 47.         | –           | –           | –           | 2.          | nd.         | –           |

### Puchar Świata

#### Miejsca w klasyfikacji generalnej
| Sezon     | Miejsce |
| --------- | ------- |
| 1995/1996 | 37.     |
| 1997/1998 | 41.     |
| 1998/1999 | 6.      |
| 1999/2000 | 4.      |
| 2000/2001 | 4.      |
| 2001/2002 | 2.      |
| 2002/2003 | 12.     |
| 2003/2004 | 38.     |
| 2004/2005 | 80.     |
| 2005/2006 | 26.     |

#### Miejsca na podium chronologicznie
| Lp. | Dzień        | Rok  | Miejscowość     | Konkurencja                | Lokata | Pudła   | Czas biegu | Strata  | Zwycięzca            |
| --- | ------------ | ---- | --------------- | -------------------------- | ------ | ------- | ---------- | ------- | -------------------- |
| 1.  | 30 listopada | 1996 | Lillehammer     | Sprint na 10 km            | 3.     | 1+0     | 27:59,5    | +19,3   | Sven Fischer         |
| 2.  | 1 grudnia    | 1996 | Lillehammer     | Bieg pościgowy na 12,5 km  | 2.     | 1+0+0+2 | 35:37,9    | +2,6    | Sven Fischer         |
| 3.  | 11 stycznia  | 1997 | Ruhpolding      | Sprint na 10 km            | 2.     | 0+0     | 24:22,7    | +18,7   | Ole Einar Bjørndalen |
| 4.  | 11 grudnia   | 1998 | Hochfilzen      | Sprint na 10 km            | 3.     | 0+0     | 27:06,7    | +25,1   | Ole Einar Bjørndalen |
| 5.  | 16 grudnia   | 1998 | Osrblie         | Bieg indywidualny na 20 km | 1.     | 0+1+1+0 | 52:25,0    | –       | –                    |
| 6.  | 20 grudnia   | 1998 | Osrblie         | Bieg pościgowy na 12,5 km  | 3.     | 0+0+0+1 | 33:11,1    | +44,5   | Sven Fischer         |
| 7.  | 8 grudnia    | 1999 | Pokljuka        | Sprint na 10 km            | 2.     | 0+0     | 27:27,7    | +10,7   | Frode Andresen       |
| 8.  | 13 lutego    | 2000 | Östersund       | Bieg pościgowy na 12,5 km  | 2.     | 0+0+0+0 | 33:22,0    | +4,9    | Frode Andresen       |
| 9.  | 19 lutego    | 2000 | Oslo            | Sprint na 10 km            | 2.     | 0+0     | 23:51,2    | +9,5    | Frode Andresen       |
| 10. | 20 lutego    | 2000 | Oslo            | Bieg pościgowy na 12,5 km  | 2.     | 0+1+1+0 | 33:21,9    | +3,3    | Frank Luck           |
| 11. | 26 lutego    | 2000 | Oslo            | Bieg masowy na 15 km       | 2.     | 0+1+1+0 | 39:31,5    | +9,4    | Raphaël Poirée       |
| 12. | 19 marca     | 2000 | Chanty-Mansyjsk | Bieg masowy na 15 km       | 2.     | 1+0+0+0 | 41:54,6    | +22,1   | Rene Cattarinussi    |
| 13. | 7 grudnia    | 2000 | Anterselva      | Sprint na 10 km            | 2.     | 0+0     | 26:06,1    | +5,9    | Raphaël Poirée       |
| 14. | 21 stycznia  | 2001 | Anterselva      | Bieg masowy na 15 km       | 3.     | 0+0+2+0 | 39:45,3    | +24,2   | Ole Einar Bjørndalen |
| 15. | 3 lutego     | 2001 | Pokljuka        | Sprint na 10 km            | 1.     | 0+0     | 24:40,3    | –       | –                    |
| 16. | 4 lutego     | 2001 | Pokljuka        | Bieg pościgowy na 12,5 km  | 1.     | 1+0+2+0 | 34:21,3    | –       | –                    |
| 17. | 3 marca      | 2001 | Soldier Hollow  | Bieg pościgowy na 12,5 km  | 3.     | 0+1+0+0 | 30:58,2    | +1:17,0 | Ole Einar Bjørndalen |
| 18. | 13 grudnia   | 2001 | Pokljuka        | Bieg indywidualny na 20 km | 1.     | 0+0+0+0 | 1:00:02,0  | –       | –                    |
| 19. | 16 grudnia   | 2001 | Pokljuka        | Bieg pościgowy na 12,5 km  | 2.     | 0+0+2+1 | 35:24,4    | +1:29,6 | Raphaël Poirée       |
| 20. | 9 stycznia   | 2002 | Oberhof         | Sprint na 10 km            | 1.     | 0+0     | 25:41,9    | –       | –                    |
| 21. | 11 stycznia  | 2002 | Oberhof         | Bieg pościgowy na 12,5 km  | 1.     | 0+0+1+0 | 34:13,5    | –       | –                    |
| 22. | 20 stycznia  | 2002 | Ruhpolding      | Bieg pościgowy na 12,5 km  | 3.     | 0+1+0+1 | 37:21,2    | +57,2   | Sven Fischer         |
| 23. | 10 marca     | 2002 | Östersund       | Bieg pościgowy na 12,5 km  | 1.     | 0+0+0+0 | 35:26,7    | –       | –                    |
| 24. | 26 stycznia  | 2003 | Anterselva      | Bieg masowy na 15 km       | 2.     | 0+0+0+0 | 37:00,2    | +0,7    | Andrij Deryzemla     |
| 25. | 15 lutego    | 2003 | Oslo            | Sprint na 10 km            | 2.     | 0+0     | 24:01,1    | +48,0   | Władimir Draczow     |